# فيرجينيو كولومبو
فيرجينيو كولومبو (بالإسبانية: Virginio Colombo)‏ هو مهندس معماري أرجنتيني، ولد في 1885 في ميلانو في إيطاليا، وتوفي في 1927 في بوينس آيرس في الأرجنتين.